# Worcester (Massachusetts)
Worcester (pronunciada /ˈwʊstər/) és una ciutat dels Estats Units d'Amèrica i seu del comtat de Worcester a l'estat de Massachusetts de 211.286 habitants segons una estimació de l'any 2024 i amb una densitat de 2.121,98 habitants per km². Worcester és la 130a ciutat més poblada del país. Es troba a uns 70 quilòmetres per carretera de la capital de Massachusetts, Boston. És coneguda com "El cor de la Commonwealth" degut a que es troba a la regió de Central Massachusetts.

## Personatges il·lustres
- Robert Goddard (1882 - 1945) inventor[3]

## Ciutats agermanades
Worcester està agermanada amb les següents quatre ciutats:
- Worcester, Anglaterra (1998)
- Piraeus, Grècia (2005)
- Pushkin, Rússia
- Afula, Israel